# Stellifer minor
Stellifer minor es una especie de pez de la familia Sciaenidae en el orden de los Perciformes.

## Morfología
Los machos pueden llegar alcanzar los 25 cm de longitud total.

## Depredadores
En el Perú es depredado por Merluccius gayi peruanus .

## Hábitat
Es un pez de clima tropical y demersal que vive hasta los 20 m de profundidad.

## Distribución geográfica
Se encuentra en el Pacífico suroriental: desde el Ecuador hasta el Perú.

## Uso comercial
Es común en los mercados locales.